# Ōshio Heihachirō

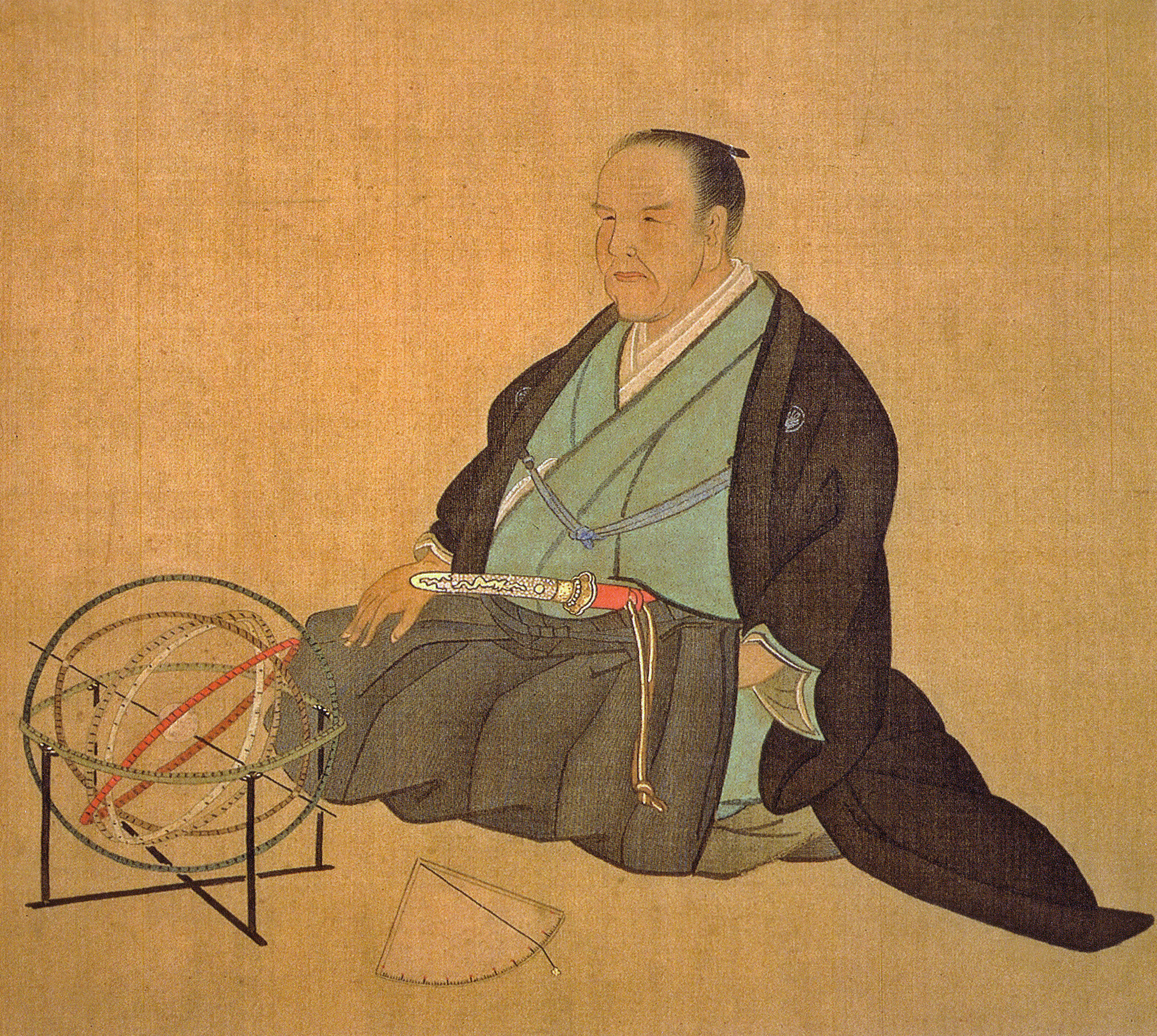
Ōshio Heihachirō

 Ōshio Heihachirō (大塩 平八郎, 4 de março de 1793 - 1 de maio de 1837) foi um ex-Yoriki (inspetor da polícia samurai de baixo escalão para os magistrados) e um estudioso do neoconfucionismo da escola Ōyōmei (Wang Yangming), em Osaka. O samurai liderou uma revolta camponesa contra o shogunato em 1837.